# Zbigniew Bielawski
Zbigniew Bielawski (2 de mayo de 1952) es un deportista polaco que compitió en judo. Ganó una medalla de bronce en el Campeonato Europeo de Judo de 1977 en la categoría de –86 kg.

## Palmarés internacional
| Campeonato Europeo | Campeonato Europeo | Campeonato Europeo | Campeonato Europeo |
| Año                | Lugar              | Medalla            | Categoría          |
| ------------------ | ------------------ | ------------------ | ------------------ |
| 1977               | Ludwigshafen (RFA) | Medalla de bronce  | –86 kg             |